# Zarzecze (powiat cieszyński)

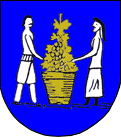
Nieoficjalny herb wsi Zarzecze

Zarzecze (cz. Zářičí, niem. Zarzitz, Zarzitsch, Zarzetsch) – wieś w Polsce położona w województwie śląskim, w powiecie cieszyńskim, sołectwo gminy Chybie, na południowym brzegu Jeziora Goczałkowickiego. Wieś leży w historycznych granicach regionu Śląska Cieszyńskiego, geograficznie zaś leży w regionie Dolina Górnej Wisły, będącej częścią Kotliny Oświęcimskiej. Powierzchnia sołectwa wynosi 337 ha, a liczba ludności 312, co daje gęstość zaludnienia równą 92,6 os./km². Dawniej wieś zajmowała większy obszar, jednak w znacznym stopniu uległ on zalaniu w 1955 przez wody utworzonego goczałkowickiego zbiornika, zaś całe jezioro włączono w granice administracyjne Goczałkowic.

## Historia Zarzecza

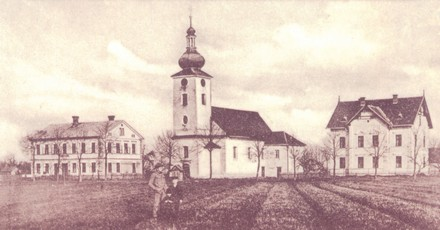
Kościół NMP Śnieżnej wybudowany w 1789 i zalany w 1955

Zarzecze to jedna z najstarszych miejscowości na Śląsku Cieszyńskim. Miejscowość została po raz pierwszy wzmiankowana w dokumencie protekcyjnym biskupa wrocławskiego Wawrzyńca z dnia 25 maja 1223 roku wydanym na prośbę księcia opolsko-raciborskiego Kazimierza dla klasztoru premonstrantek w Rybniku, w którym to wymieniono około 30 miejscowości mających im płacić dziesięcinę. Pośród 14 miejscowości kasztelanii cieszyńskiej wymienione jest również Zarzecze jako Zasere. Jednakowoż ta oraz następne wzmianki źródłowe dają pewne wskazówki dotyczące starszych dziejów. Po pierwsze sama nazwa Zarzecze wskazuje, że osadnicy pochodzili z drugiej strony rzeki, czyli z okolic Pszczyny, najpewniej ze wzmiankowanej w tym samym źródle osady Vizla (późniejsza Wisła Niemiecka, obecnie Wisła Mała). Najprawdopodobniej Zarzecze należało później także do parafii w Wiśle Niemieckiej po raz pierwszy wzmiankowanej w 1326, początkowo należącej do dekanatu Oświęcim, a od ok. 1350 do obwodu dekanalnego pszczyńskiego, przy czym oba były podległe diecezji krakowskiej. Pomimo tego, że w XII i XIII wieku tutejsza granica pomiędzy diecezjami wrocławską i krakowską ciągle się zmieniała, można założyć, że okolice późniejszej Pszczyny, ale także Strumienia i Zarzecza zostały podarowane wraz z Oświęcimiem i Bytomiem około 1177 Mieszkowi I Plątonogiemu, powiększając jego księstwo raciborskie. Początkowo wieś znajdowała się więc w granicach piastowskiego (polskiego) księstwa opolsko-raciborskiego. Brak jest źródeł o Zarzeczu po 1223, z XIII i XIV wieku, co może być pokłosiem prawdopodobnego jego zniszczenia podczas najazdu Tatarów w 1241. Kolejne źródła o Zarzeczu są dopiero proweniencji nowożytnej, aczkolwiek ich analiza nie pozostawia wątpliwości, że chodzi o wieś o wiele starszą. W 1290 w wyniku trwającego od śmierci księcia Władysława opolskiego w 1281/1282 rozdrobnienia feudalnego tegoż księstwa powstało nowe Księstwo Cieszyńskie, a jego granica została ustanowiona najpewniej na rzece Wiśle, zostawiając Zarzecze po stronie cieszyńskiej, a Wisłę (Niemiecką) i Strumień po stronie raciborskiej. Od 1327 księstwo cieszyńskie stanowiło lenno Królestwa Czech, a od 1526 roku w wyniku objęcia tronu czeskiego przez Habsburgów wraz z regionem aż do 1918 roku w monarchii Habsburgów (potocznie Austrii).
Przeprawy przez rzekę w okolicach Zarzecza i Strumienia były następnie przedmiotem licznych sporów pomiędzy Janem I raciborskim a Przemysławem Noszakiem i Bolesławem I cieszyńskim. Stan ten zmienił się w 1480 roku, kiedy książę cieszyński Kazimierz II wszedł w posiadanie okręgu pszczyńskiego. Okolice Strumienia zostały następnie podarowane przez księcia Mikołajowi Brodeckiemu, który w 1482 wystarał się o podniesienie Strumienia do rangi miasta, a także zintensyfikował w okolicy gospodarkę stawową. Oba te wydarzenia wywarły znaczący wpływ również na Zarzecze. W 1517 Kazimierz II utracił okręg pszczyński, a tutejsza granica znów stała się przedmiotem sporów. Stosowną umowę podpisano w 1553, a w niej postanowiono również, że w okolicy Strumienia i Zarzecza na Wiśle będzie istnieć zawsze zapora (śluza). W latach 1573/1577-1594 Zarzecze znalazło się w granicach wydzielonego z Księstwa Cieszyńskiego skoczowsko-strumieńskiego państwa stanowego. W 1594 Zarzecze podzielone wówczas na Zarzecze Górne i Dolne stało się ponownie własnością księcia cieszyńskiego.
W ciągu następnych stuleci ludność Zarzecza była kilkukrotnie przetrzebiana, w 1625 w wyniku pomoru, zarazy i głodu, kiedy chleb musiał być wypiekany z żołędzi, trocin i słomy, zaś po najeździe szwedzkim w tym samym roku wybuchła epidemia tyfusu, a w 1740 cholery. W 1742 przez Zarzecze wzdłuż rzeki Starej Wisły przebiegła nowa prusko-austriacka granica państwowa. W 1787 cieszyński dziekan i biskup ks. Alojzy Loehn poświęcił kamień węgielny pod budowę szkoły i kościoła pw. Matki Bożej Śnieżnej, oddanego do użytku w 1789. Kolejny pomór przyszedł w 1831 wraz z wracającymi z powstania listopadowego wojskami rosyjskimi przynoszącymi z sobą choroby tropikalne, z którymi poradziły sobie dopiero wielkie 40-stopniowe mrozy. W 1855 Zarzeczanie pracowali przy budowie kolei Kraków – Wiedeń. W 1892 miało miejsce poświęcenie nowej a obecnej Szkoły nr 1 w Zarzeczu – Dół (późniejsze centrum), a następnie w 1895 oddana do użytku została Szkoła nr 2 w dzielnicy „Górny Koniec”. W 1897 urodził się Ludwik Kobiela – prozaik, dramaturg, poeta, nauczyciel, badacz historii literatury oraz autor powieści „Żabi kraj” i ojciec znanego aktora Bogumiła Kobieli, zmarł w 1945. W 1906 miała miejsce ogromna powódź, zalanych zostało około 80 gospodarstw rolnych, zanotowano również straty w zbiorach. Trzy lata później założony został pierwszy oddział Ochotniczej Straży Pożarnej.
Według austriackiego spisu ludności z 1888 roku w 262 budynkach w Zarzeczu mieszkało wówczas 2226 osób (1150 mężczyzn oraz 1076 kobiet) z tego 2180 mieszkańców było katolikami, a 40 wyznawcami judaizmu, 2197 było polsko-, 8 niemiecko-, a 1 czeskojęzycznymi. Kolejny spis ludności z 1900 roku podaje, że w 275 budynkach w Zarzeczu na obszarze 1538 hektarów mieszkało 2414 osób, co dawało gęstość zaludnienia równą 157 os./km². z tego 2366 (98%) mieszkańców było katolikami, 12 (0,5%) ewangelikami a 36 (1,5%) wyznawcami judaizmu, 2328 (96,4%) było polsko- a 33 (1,4%) niemieckojęzycznymi. Do 1910 liczba budynków wzrosła do 289 a mieszkańców do 2529 mieszkańców, z czego 2470 zameldowanych było na stałe, 19 (0,8%) osób było niemiecko-, 3 (0,1%) czesko- a 2448 (96,8%) polskojęzycznymi. Podział według religii kształtował się następująco: 2509 (99.2%) katolików, 5 (0,2%) ewangelików i 15 (0,6%) wyznawców judaizmu.
I wojna światowa pochłonęła życie około 70 Zarzeczan. Po jej zakończeniu tereny, na których leży miejscowość – Śląsk Cieszyński stał się punktem sporu pomiędzy Polską i Czechosłowacją. W 1918 roku na bazie Straży Obywatelskiej miejscowi Polacy utworzyli lokalny oddział Milicji Polskiej Śląska Cieszyńskiego, który podlegał organizacyjnie 13 kompanii w Strumieniu.
W 1921 miała miejsce ogromna susza i upały, podczas której zniszczonych zostało wiele upraw oraz spłonęło 14 gospodarstw. Według pierwszego spisu polskiego (1921) w 305 domach w Zarzeczu mieszkało 541 rodzin, czyli 3581 osób, wszyscy podali narodowość polską. Klęski żywiołowe nie przestały nękać wsi, w 1924 Wisła wylewała aż 4 razy. W 1933 kościół pw. Matki Boskiej Śnieżnej został uznany za zabytek historyczny. Podczas II wojny światowej 27 maja 1942 w pobliskim Zabrzegu doszło do pokazowej egzekucji, w której hitlerowcy zamordowali m.in. urodzonego w 1905 i pochodzącego z Zarzecza Wilhelma Heroka. Po wojnie przez 3 miesiące w miejscowości stacjonowała Armia Czerwona. W 1948 nastąpiło tragiczne w skutkach dla wsi wydanie decyzji o utworzeniu zbiornika na Wiśle pod Goczałkowicami, mającego zająć większość obszaru Zarzecza. W 1954 rozpoczęły się wysiedlenia zarzeczan do dawnych powiatów bielskiego, pszczyńskiego, cieszyńskiego a rok później zalane zostaje centrum wsi, wraz z kościołem NMP Śnieżnej i kaplicą NMP Gołyskiej.
W latach 1975–1998 miejscowość należała administracyjnie do województwa bielskiego.
Według danych z 1996 wieś Zarzecze posiadała 335 hektarów ziemi, 74 domów i 331 mieszkańców w dzielnicach: Rykalec, Podgrobel i dawny Nowy Staw, co stanowiło jedną szóstą powierzchni, jedną piątą budynków i jedną dziewiątą mieszkańców dawnego, wielkiego Zarzecza.

## Komunikacja
Do Zarzecza przez Strumień oraz jednym kursem przez Drogomyśl kursują busy firmy DAS. Do wsi niegdyś dojeżdżały autobusy PKS Cieszyn. Końcowy przystanek (pętla) znajduje się przy Remizie OSP.

## Urodzeni w Zarzeczu
- Wilhelm Kasperlik (ur. 1893), polski duchowny katolicki, wikariusz generalny diecezji katowickiej, wikariusz generalny dla Śląska Cieszyńskiego,
- Jan Kucz (ur. 1936), artysta rzeźbiarz i pedagog, związany z warszawską Akademią Sztuk Pięknych[16].'
- Ludwik Kobiela (ur. 1897), polski folklorysta